# Los Angeles Angels
Los Angeles Angels – drużyna baseballowa grająca w zachodniej dywizji American League, ma siedzibę w Anaheim w Kalifornii.

## Historia
Zespół dołączył do Major League Baseball w 1961 roku pod nazwą Los Angeles Angels, a w roli gospodarza swoje mecz początkowo rozgrywał na stadionie Wrigley Field w Los Angeles o pojemności 20 500. W latach 1962–1965 Angels korzystali z obiektu Los Angeles Dodgers Dodger Stadium. W 1966 przeniesiono siedzibę klubu do Anaheim, gdzie powstał nowy stadion Anaheim Stadium o pojemności ponad 43 tysięcy miejsc, jednocześnie zmianie uległa nazwa klubu na California Angels.
W sezonie 1979 zespół osiągnął bilans 88–74 i po raz pierwszy w historii klubu wygrał dywizję, jednak uległ w American League Championship Series Baltimore Orioles 1–3. Kolejny awans do postseason nastąpił trzy lata później, gdzie w Championship Series Angels przegrali z Milwaukee Brewers 2–3. W 1986 zespół ponownie uległ w tej serii rozgrywek, Boston Red Sox 3–4. W związku z renowacją stadionu, który trwał od 1996 do 1998, 16 listopada 1997 klub zmienił nazwę na Anaheim Angels; zmieniono także nazwę obiektu na Edison International Field of Anaheim.

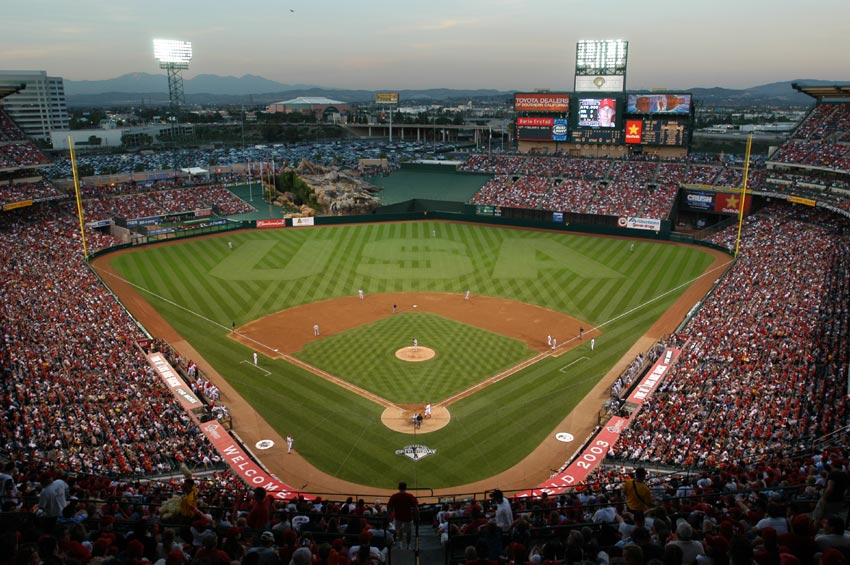
Angel Stadium of Anaheim

W sezonie 2002 Angels po wyeliminowaniu New York Yankees w Division Series, a następnie Minnesota Twins w Championship Series, awansowali do World Series, gdzie pokonali San Francisco Giants w siedmiu meczach i zdobyli pierwszy tytuł mistrzowski w historii klubu. 29 grudnia 2003 doszło do zmiany nazwy stadionu na Angel Stadium of Anaheim, zaś 3 stycznia 2005 w celu promocji miasta Anaheim, zmieniono nazwę klubu na Los Angeles Angels of Anaheim.
Od 2003 zespół pięciokrotnie uzyskiwał awans do postseason, jednak ani razu nie wystąpił w World Series. Przed rozpoczęciem sezonu 2016 klub zmienił nazwę na Los Angeles Angels.

## Sukcesy
| Tytuł                               | Liczba | Rok                                                  |
| ----------------------------------- | ------ | ---------------------------------------------------- |
| World Series                        | 1      | 2002                                                 |
| American League Championship Series | 1      | 2002                                                 |
| American League West Division       | 9      | 1979, 1982, 1986, 2004, 2005, 2007, 2008, 2009, 2014 |

## Zastrzeżone numery
Od 1997 numer 42 zastrzeżony jest przez całą ligę ku pamięci Jackie Robinsona, który jako pierwszy Afroamerykanin przełamał bariery rasowe w Major League Baseball.
| Jim Fregosi SS: 1961–71 Menadżer: 1978–81 Wycofany 1 sierpnia 1998 | Gene Autry Założyciel klubu Wycofany 3 października 1982 | Rod Carew 1B: 1979–85 Trener: 1992–99 Wycofany 6 sierpnia 1991 | Nolan Ryan P: 1972-79 Wycofany 16 czerwca 1992 | Jackie Robinson Wycofany przez MLB 15 kwietnia 1997 | Jimmie Reese Trener: 1972–94 Wycofany 2 sierpnia 1995 |